# ヒゲスゲ
ヒゲスゲ Carex wahuensis var. robusta はカヤツリグサ科スゲ属の植物。海岸の岩の上に生え、穂からは長い芒が突き出ている。

## 特徴
剛強な雰囲気の多年生草本。根茎は短くて非常に逞しい。匍匐枝は無く、寄り合った大きな株になる。葉は硬くて光沢があり、花茎より長く伸び、深緑色で葉幅は5-10mm、縁はざらつきがあり、外側に反る。基部の鞘には栗褐色の縦筋が入り、古くなると縦の繊維に分解する。
花期は2-4月と星野他(2015)にあるのは多分本土でのことと思われ、南西諸島や小笠原諸島では通年に穂が見られると併記されている。ちなみに勝山(2015)は『本州では』3-4月とする。大橋他編(2015)は『4-6月に熟す』としてある。
花茎は長さ30-80cmに達する。花序は頂小穂が雄性、2-4個ある側小穂は雄雌性、つまり基部側に雌花が並び、先端部に雄花を着ける。ただし側小穂は雌性とする文献もある。これに関しては勝山(2015)は『雌小穂は(中略)先端に短く雄花部をつけることがある』としており、要するに原則的には雌性で、先端に雄花を着ける場合がある、ということらしい。花序の苞は葉身部がよく発達して長さ5-25cmになり、基部には1-5cmの鞘がある。
頂生の雄小穂は円柱形で長さ3-6cm、雄花鱗片は暗褐色から褐色をしており、先端は長い芒となり、縁はざらつく。側生の雌小穂は短い円柱形をしており、長さ3-6cm、幅8mm、雄花部は先端側の1/3から3/4と雌花部より大きい場合もあるようだが、勝山(2015)は上記のように『短く』としており、その方が普通らしい。雌花鱗片は果胞より短く、褐色から濃褐色をしており、先端は長い芒となっている。果胞は楕円形で長さ5-6mm､幅1.7-2mm､革質で稜の間に10-13本の脈がある。無毛か、またはまばらに短い毛があり、先端は次第に狭まって細い嘴となり、その縁には細かな鋸歯があり、その口の部分は大きな二本の歯状突起となり、これらはそれぞれ外側に反り返る。果実は倒卵形で長さ2.2-2.5mm、幅1.6-1.9mmで果胞に密接に包まれる。先端に付属体があって、これと花柱の基部がつながっているが、この部分が横に曲がっている。これはヒエスゲなど近縁の種と共通の特徴である。柱頭は3裂で長く残る。
和名は鬚スゲであり、雌小穂から鱗片の芒が突き出しており、そのために全体にブラシ状に見えるのを鬚に例えたものである。別名にイソスゲがある。

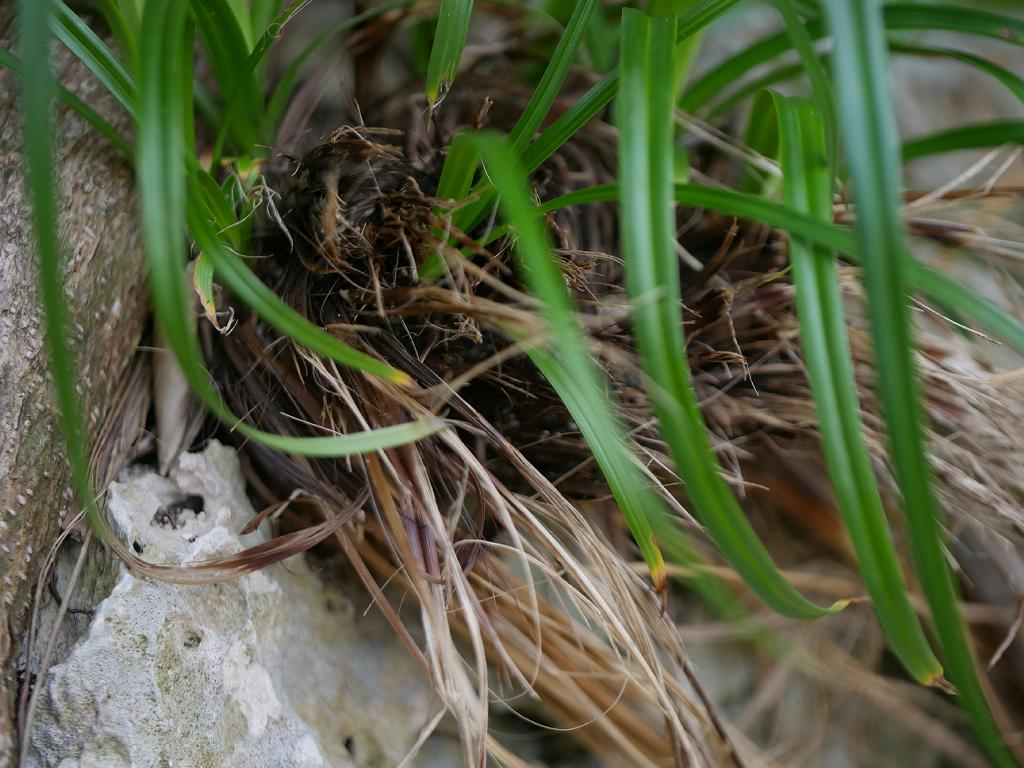
根元の繊維
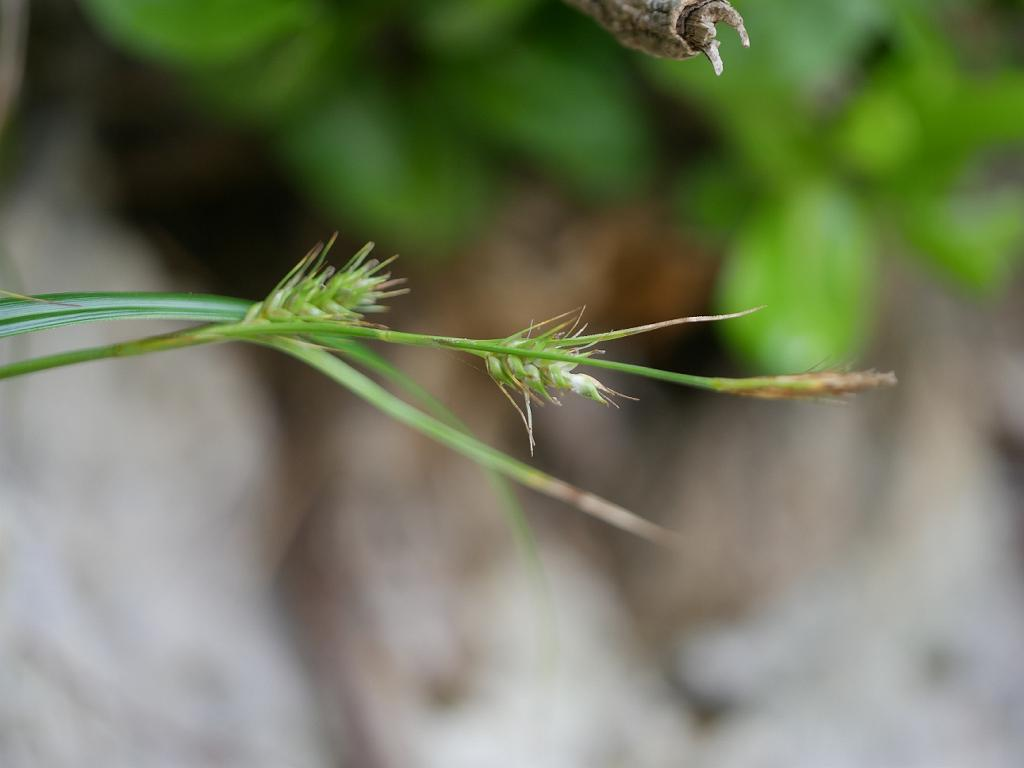
花序全体
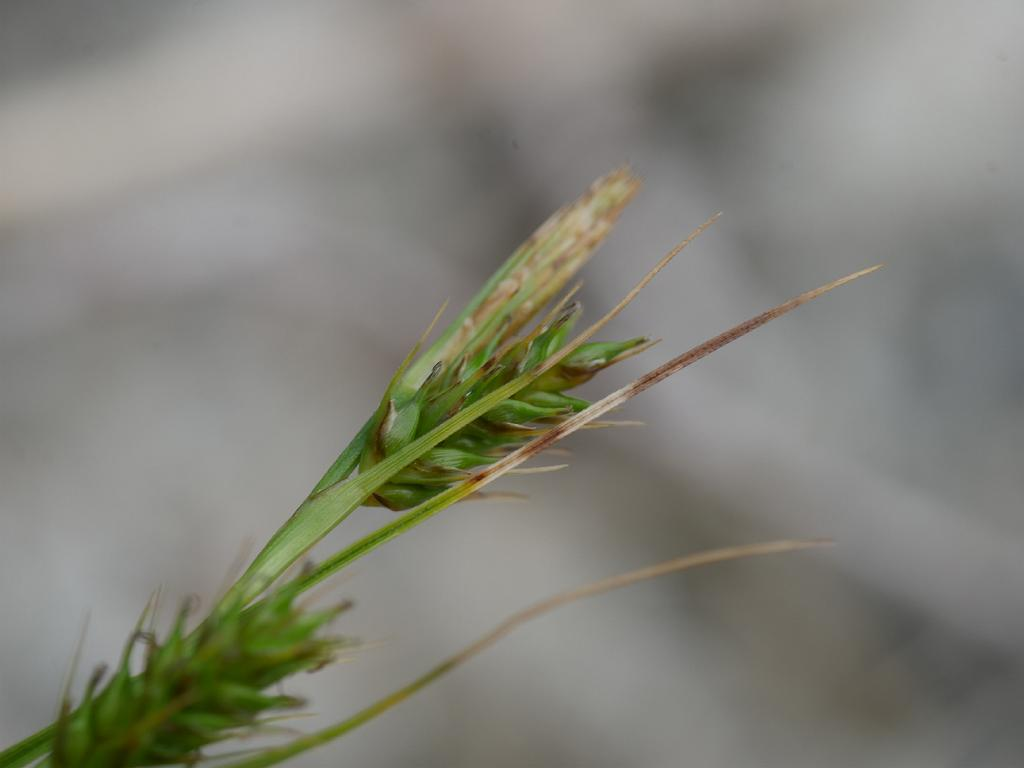
花序の先端部分
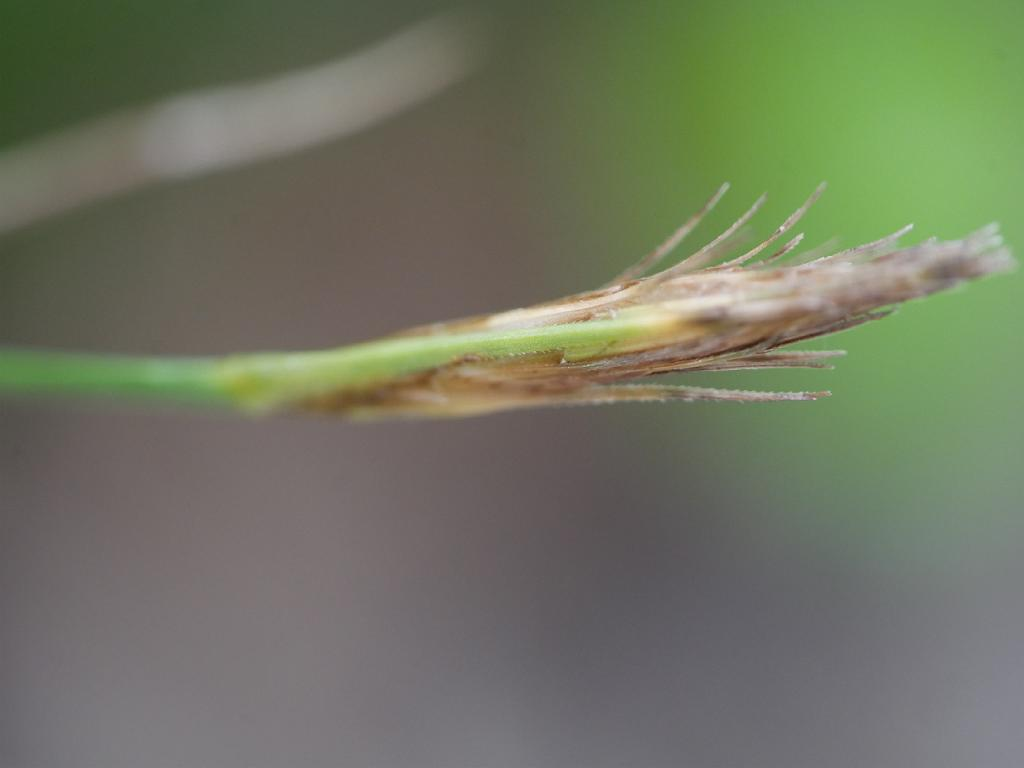
頂小穂は雄性
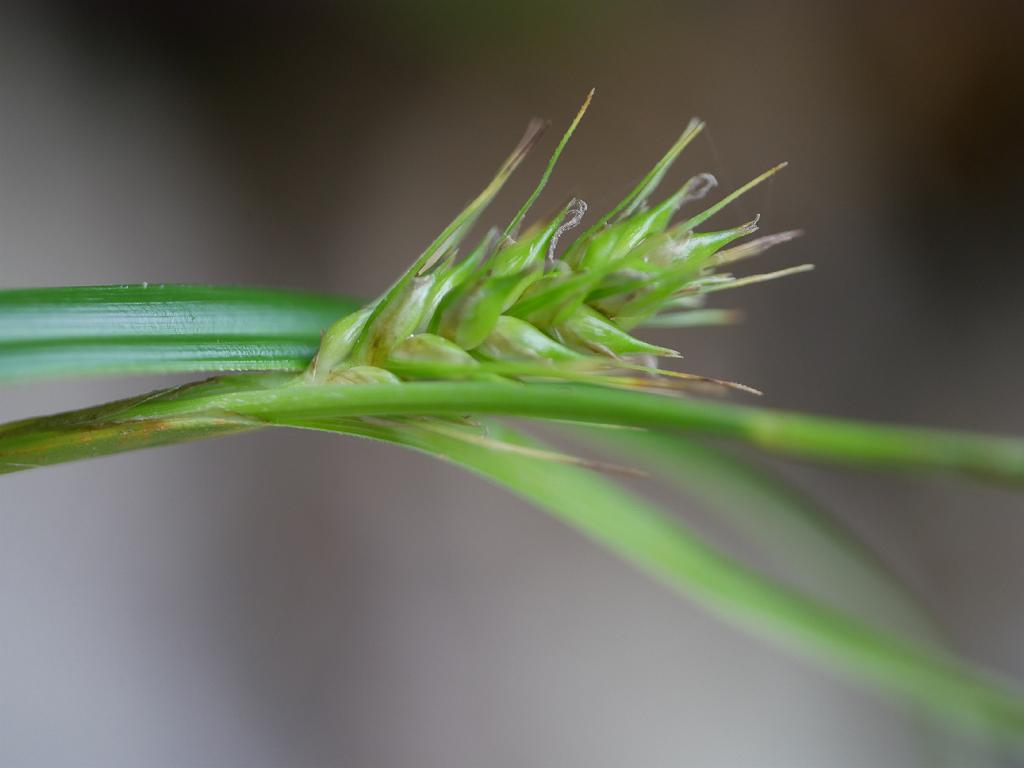
側小穂 先端にわずかに雄花部がある

## 分布と生育環境
本州の太平洋岸では千葉県、日本海側では石川県より南、四国、九州、対馬、南西諸島、伊豆諸島、小笠原諸島に分布し、国外では台湾、朝鮮半島南部の済州島から知られる。後述のように基本変種はハワイ産である。
海岸の岩場の上に生える。また海岸の砂地やその周囲の林縁に出現する。いずれにしても海岸であるが、小笠原諸島では山中まで見られるという。

## 分類など
本種は C. wahuensis var. robusta という学名で扱われてきた。この基本種に当たるものはハワイ諸島に分布するものである。ただし勝山(2015)などでは独立種として扱っており、学名はCarex boottiana Hook. et Arm. 1841を用いている。C. wahuensis はハワイ諸島に広く分布するもので、Krauss(1950) はその起源が西太平洋であり、特に日本のものとはわずかしか違わないと述べている。

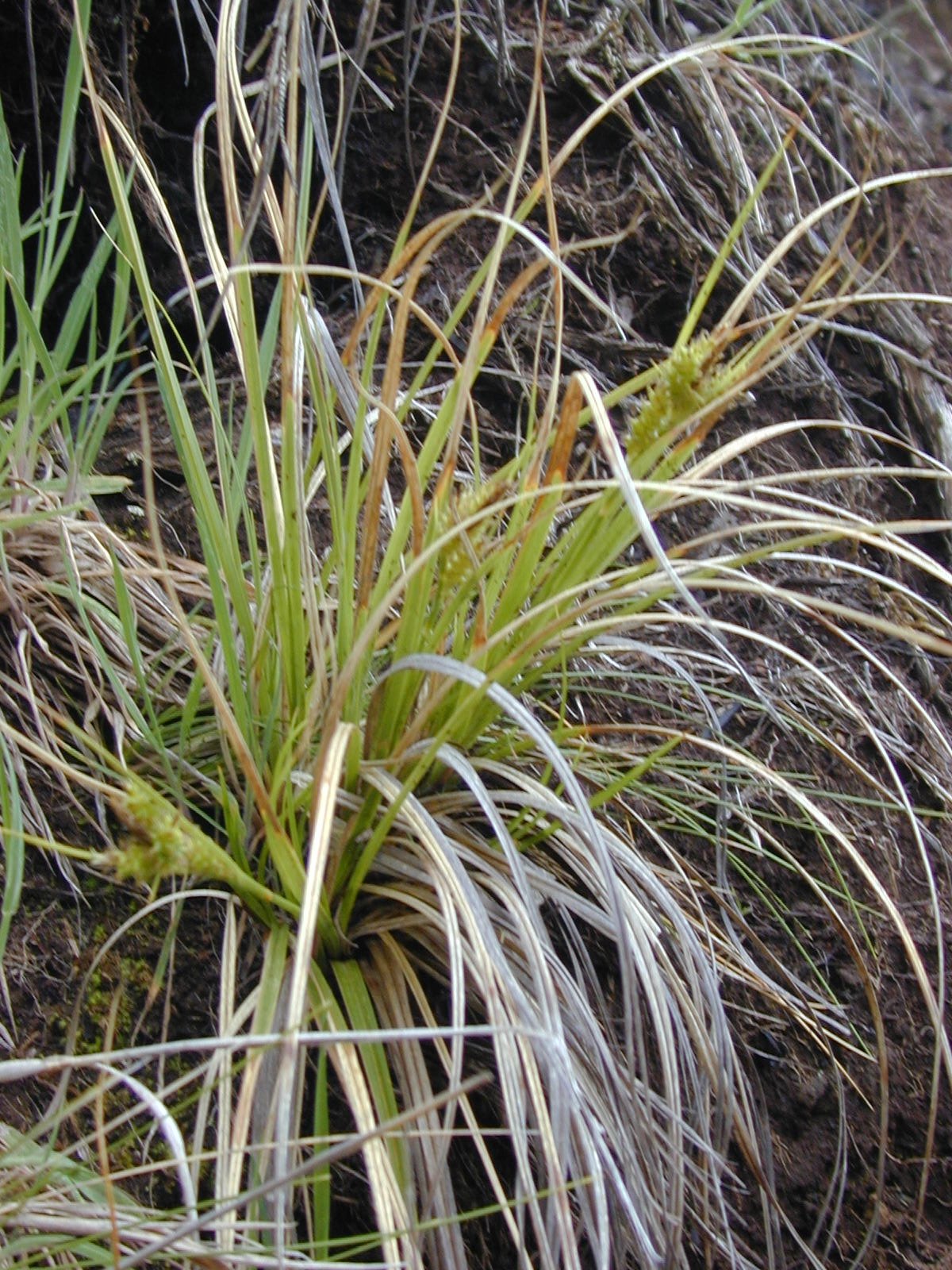
C. wahuensis(ハワイ産) 以下同じ
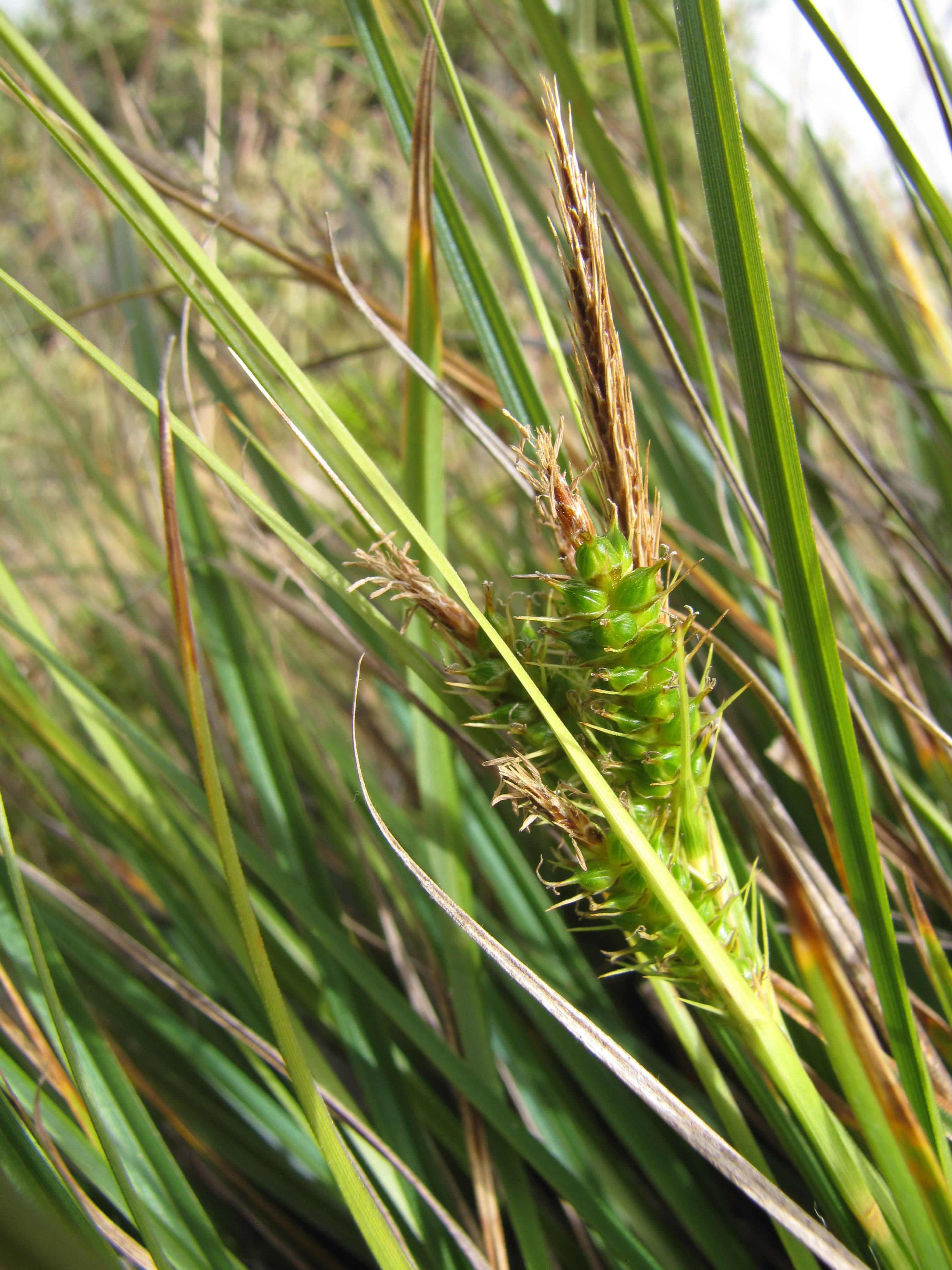
花序
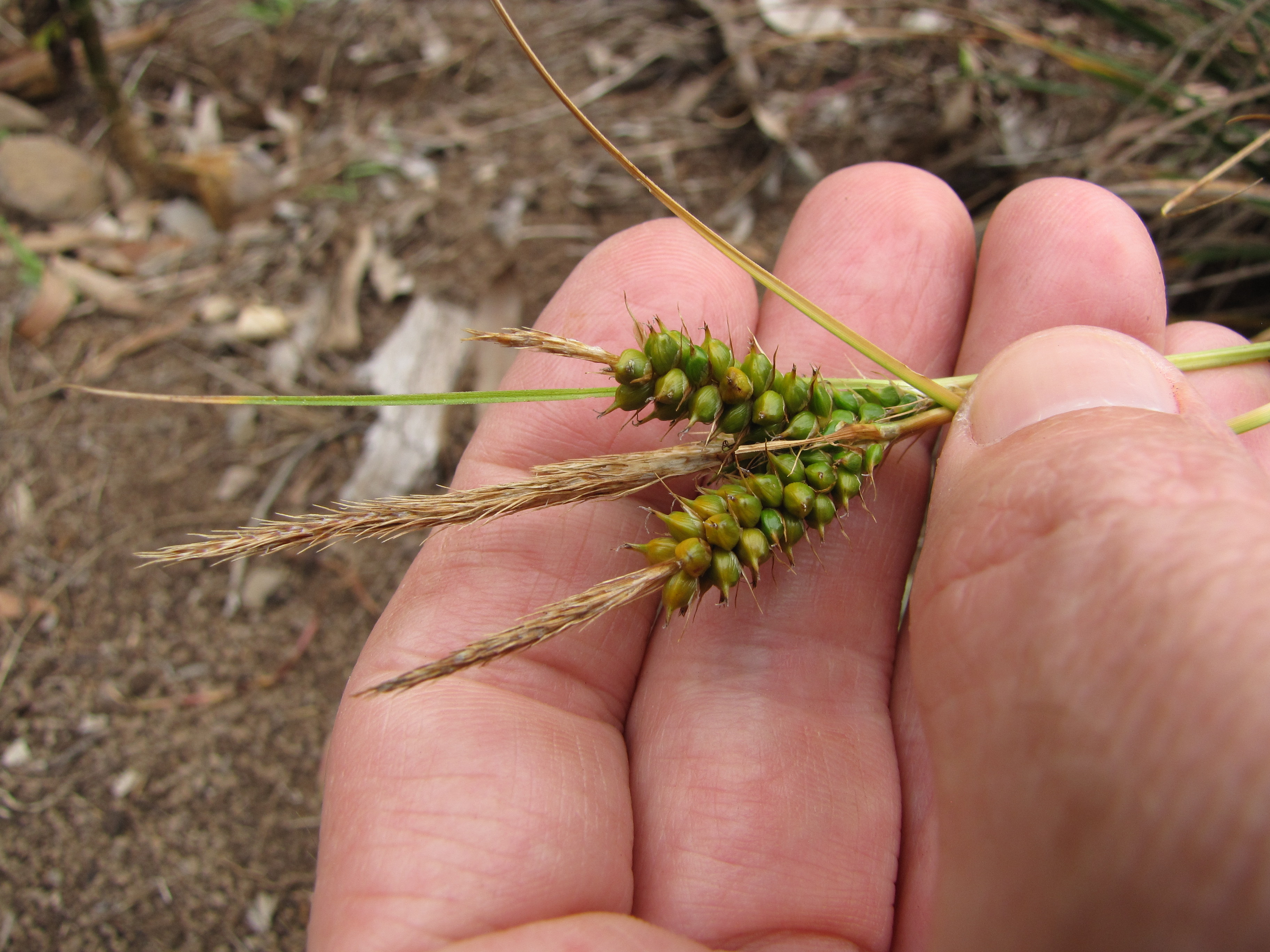
花序の先端部分

本種は海岸性で大株を作り、雌花鱗片の芒がよく目立つ点などで他の種とは判別ができる。花序の構成、苞が鞘を持つこと、果胞が大型で長い嘴を持つこと、花柱の基部に環状の付属体があり、その部分がゆがんでいること、柱頭が3裂することなどの特徴から勝山(2015)はヒエスゲ節 Sect. Rhomboidales に本種を置いているが、側小穂が雄雌性になりがちな点などはやや特殊である。よく似たものにサコスゲ C. sakonis がある。全体の特徴は似ているが、側小穂が花茎のそれぞれの節から2-4個も出ること、それらが雄雌性、つまり先端に雄花部があり、しかもそれが基部側の雌花部より長いことで容易に区別できる。この種の分布域は南西諸島のトカラ列島から沖縄諸島までに限られている。

## 保護の状況
環境省のレッドデータブックでは取り上げられていない。各県では千葉県、石川県、愛知県、兵庫県、岡山県、徳島県、熊本県、鹿児島県で何らかのレベルでの絶滅危惧の指定を受けている。